# Banco Central de las Bahamas
El Banco Central de las Bahamas es el banco central de las Bahamas, y fue fundado el 1 de junio de 1974.
Timothy Donaldson fue el primer gobernador del Banco Central de las Bahamas; ejerció el cargo desde la creación del banco en 1974 hasta 1980.